# شبكة خصوية
الشبكة الخصيوية (بالإنجليزية: Rete testis)‏ هي شبكة من النبيبات الدقيقة المتفاغرة والمتوضعة في سرة الخصية، وتنقل الشبكة النطاف من النبيبات المنوية إلى القنيات الصادرة عن الخصية.

## معرض صور

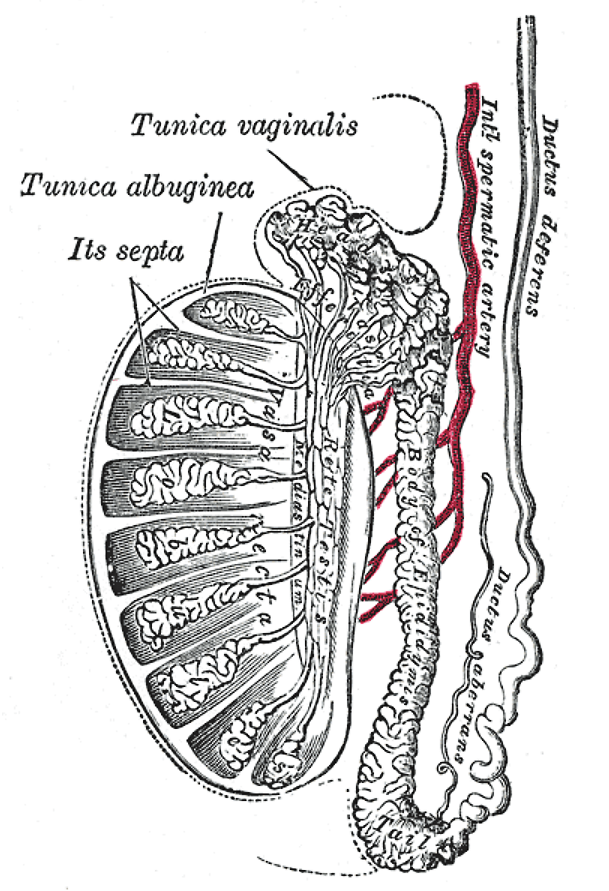
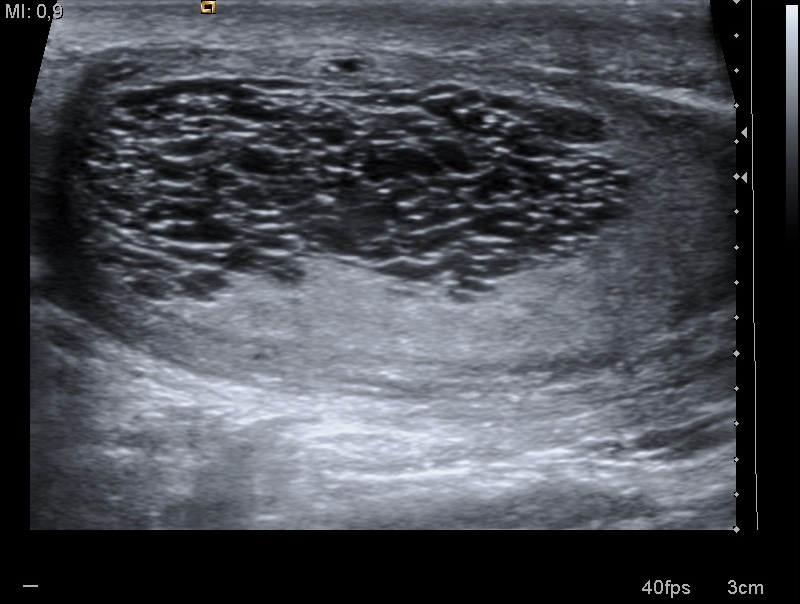
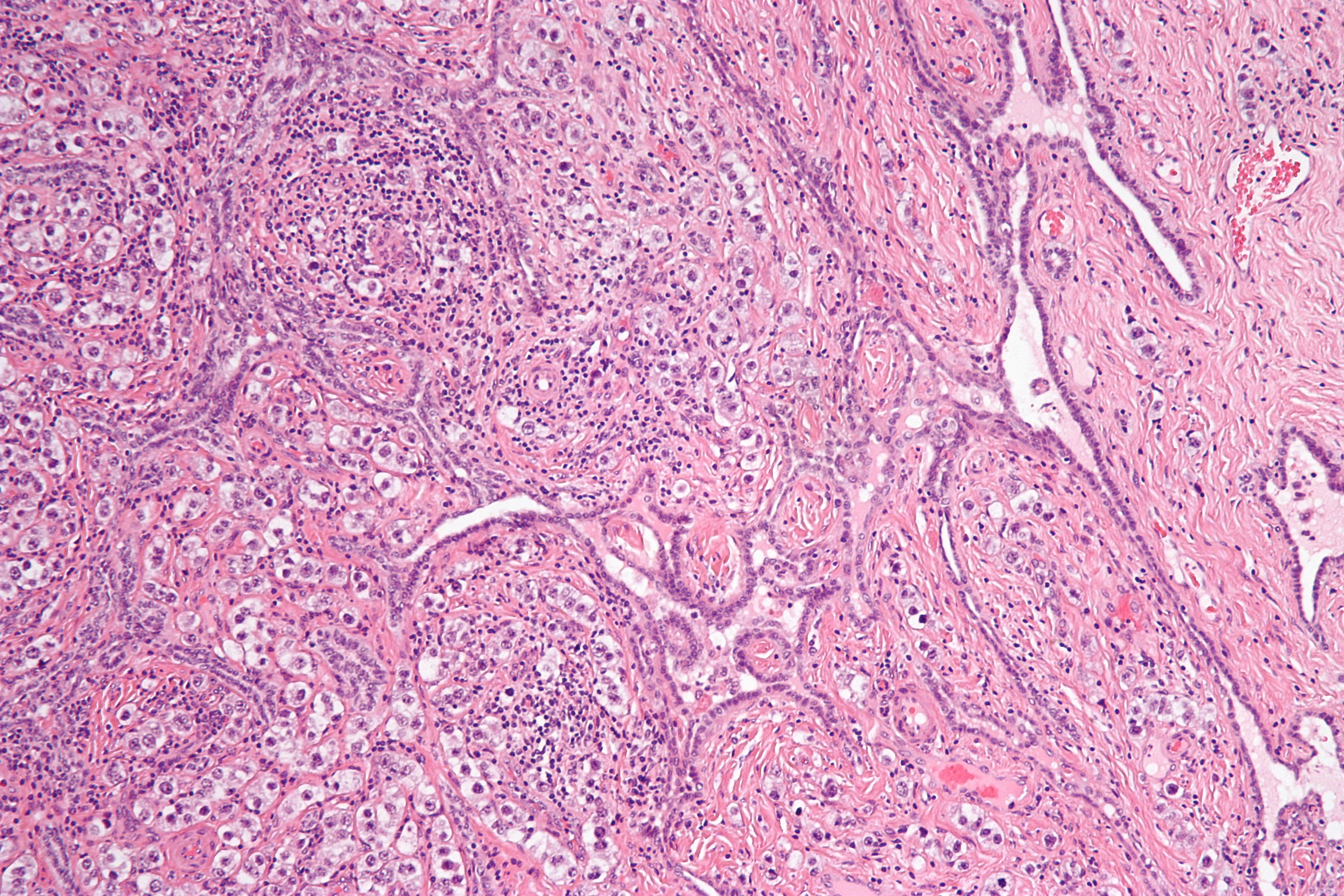